# Aricanduva, Minas Gerais
Aricanduva este un oraș din unitatea federativă Minas Gerais, Brazilia.